# Indochiny Francuskie

Ekspansja Francuzów w Indochinach

Indochiny Francuskie (fr. Indochine française, wiet. Đông Dương thuộc Pháp) – dawna kolonia francuska na Półwyspie Indochińskim, w jego wschodniej części nazywanej przez Europejczyków właśnie Indochinami. Obecnie na tym terytorium znajdują się niepodległe państwa: Laos, Kambodża i Wietnam. Największymi miastami kolonii były: Sajgon, Hanoi, Hajfong, Wientian, Phnom Penh, Luang Prabang, Kâmpóng Chhnăng i Huế.

## Kolonia francuska
Francuzi przejmowali stopniowo władzę nad lokalnymi królestwami przez całą drugą połowę XIX wieku. Ich działania były kolejnym etapem francuskiej polityki kolonialnej, która potrzebowała nowych terytoriów po tym, jak zajęła już znaczną część Afryki. Indochiny stały się kolejnym polem rozgrywki między największymi ówczesnymi mocarstwami kolonialnymi: Francją i Wielką Brytanią. To drugie imperium roztoczyło swoje wpływy w zachodniej części tego obszaru, tj. na Birmę i Syjam (obecnie Tajlandia).
Do Wietnamu Francuzi wkroczyli w 1858 roku pod pretekstem ochrony francuskich misjonarzy. Szybko zajęli Sajgon, który stał się wkrótce stolicą francuskiej posiadłości o nazwie Kochinchina. Miejscowa dynastia Nguyễn poddała się przeważającej sile kolonizatora i w 1862 roku podpisała tzw. umowę sajgońską o bezwarunkowym przekazaniu Francji tej najbogatszej prowincji kraju. Rok później, w 1863, Francja ustanowiła swój protektorat nad sąsiednią Kambodżą. Od 1873 roku Francuzi zaczęli postępować na północ podbijając kolejne prowincje Wietnamu i zmuszając miejscowych władców do przyjęcia ich zwierzchności. W roku 1880 zajęli Wietnam Środkowy – Annam, a w 1885 – Wietnam Północny – Tonkin. W 1887 z protektoratów Annam, Tonkin i Kambodży oraz kolonii Kochinchina utworzyli unię indochińską, czyli Indochiny Francuskie. W 1917 do Indochin przyłączono Laos, który od roku 1893, po traktacie francusko-syjamskim, był francuskim protektoratem. Francuzi zachowali władzę nad tym obszarem aż do II wojny światowej.

## Okupacja japońska
We wrześniu 1940 wojska japońskie realizując wielkomocarstwową politykę Cesarstwa Japonii przeprowadziły kilkudniową (22–26 września 1940) operację militarną w północnej części Indochin i po krótkotrwałym oporze francuskim obsadziły ten teren. W czerwcu 1941 Japonia zajęła również południową część Indochin pozostawiając jednakże na całym ich obszarze francuską administrację cywilną, która współpracowała z wojskami japońskimi do marca 1945 roku. Oprócz tego po wojnie z Tajlandią (X 1940 – V 1941) Francja Vichy – mimo odniesionych zwycięstw (np. w bitwie pod Ko Chang) – musiała pod naciskiem Japonii i Niemiec odstąpić Tajlandii zachodnią część Kambodży. W marcu 1945 Japonia przejęła całkowitą kontrolę nad Indochinami przyznając niepodległość Laosowi i Wietnamowi.

## Walka o niepodległość
Po kapitulacji Japonii we wrześniu 1945 Francja upomniała się o zwierzchnictwo nad Indochinami, lecz miejscowi władcy postanowili uniezależnić się także od Francji. W 1945 przywódca Việt Minh Hồ Chí Minh proklamował niepodległy Wietnam, podobnie król Khmerów Norodom Sihanouk ogłosił niezawisłość Kambodży. Francuzi nie chcieli jednak zrezygnować ze swojej kolonii w tym strategicznym regionie świata i pomimo podpisanych porozumień rozpoczęli rekolonizację Indochin. Spotkało się to z oporem politycznym i zbrojnym miejscowej ludności, zwłaszcza Wietnamczyków. Rozpoczęła się pierwsza francuska wojna kolonialna, 8-letnia I wojna indochińska (1946–1954). Klęska Francuzów pod Dien Bien Phu 7 maja 1954 przypieczętowała utratę Indochin przez Francuzów. 20 lipca 1954 podpisano na konferencji w Genewie układy pokojowe – powstały 4 niepodległe państwa: Wietnam Północny, Wietnam Południowy, Laos i Kambodża.

## Państwa sąsiednie
Indochiny Francuskie graniczyły z Chinami, Syjamem i Birmą (kolonią brytyjską). Najdłuższą granicę posiadały z Syjamem (miała ona ponad 700 km długości). Państwo posiadało granicę morską z Chinami oraz wyspiarską z Syjamem (wyspy w Zatoce Tajlandzkiej). Naturalną granicę państwa stanowiła rzeka Mekong.

## Największe miasta Indochin Francuskich

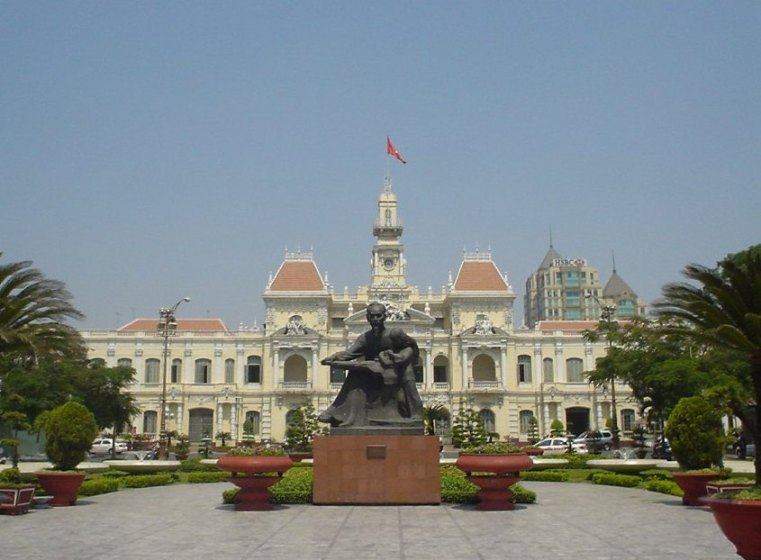
Sajgon (Miasto Ho Chi Minh)
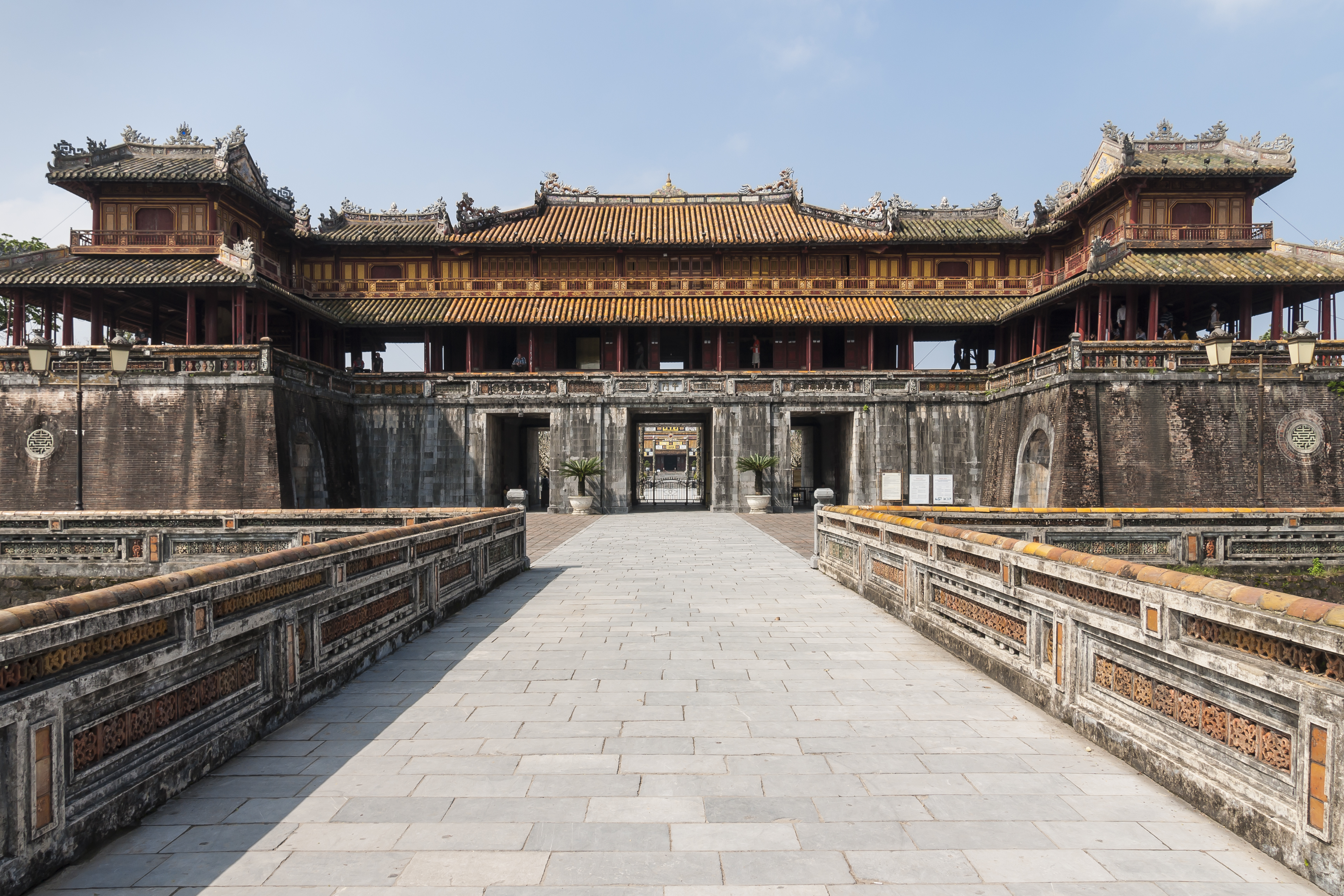
Cytadela w Huế
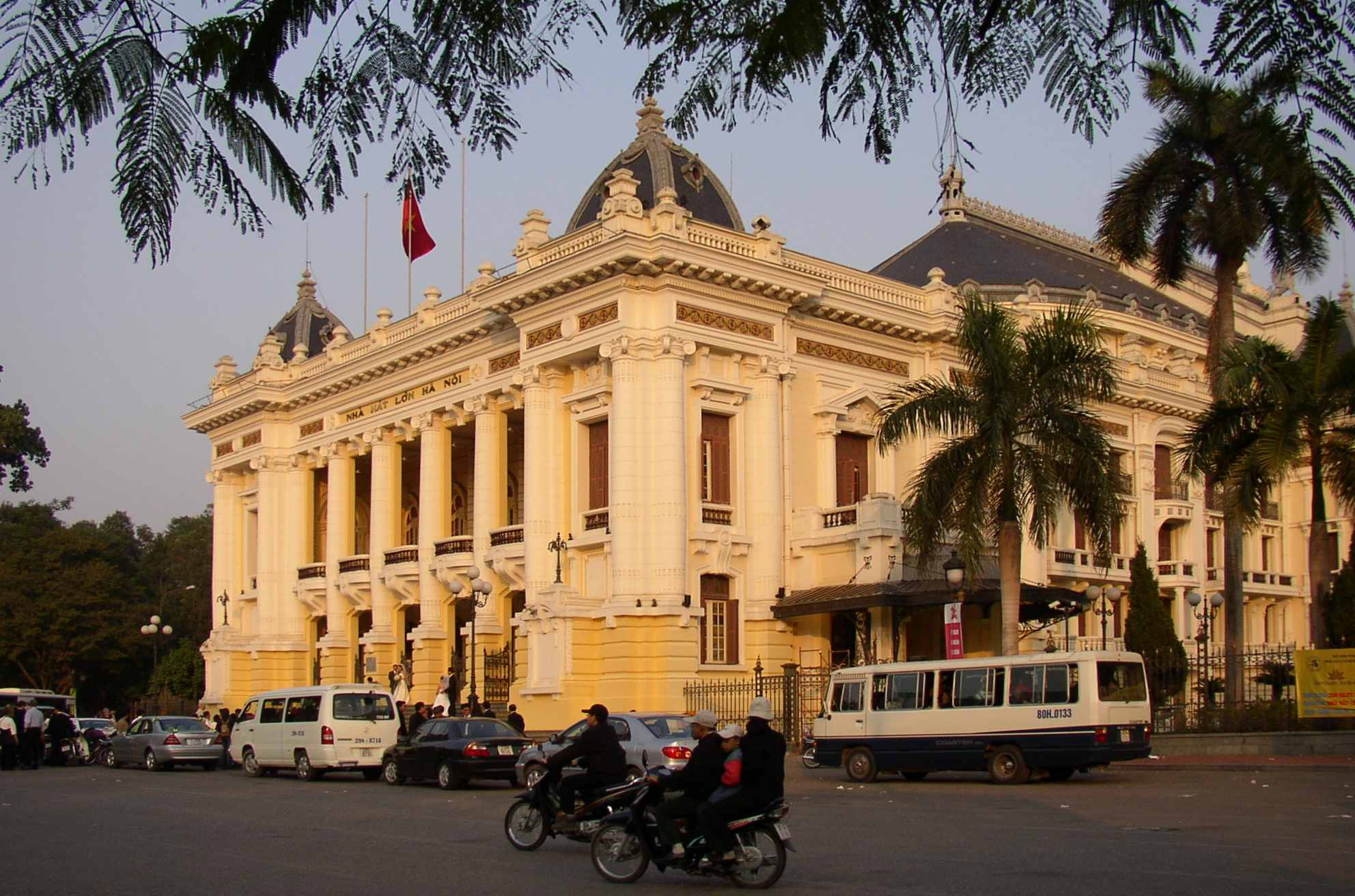
Opera w Hanoi
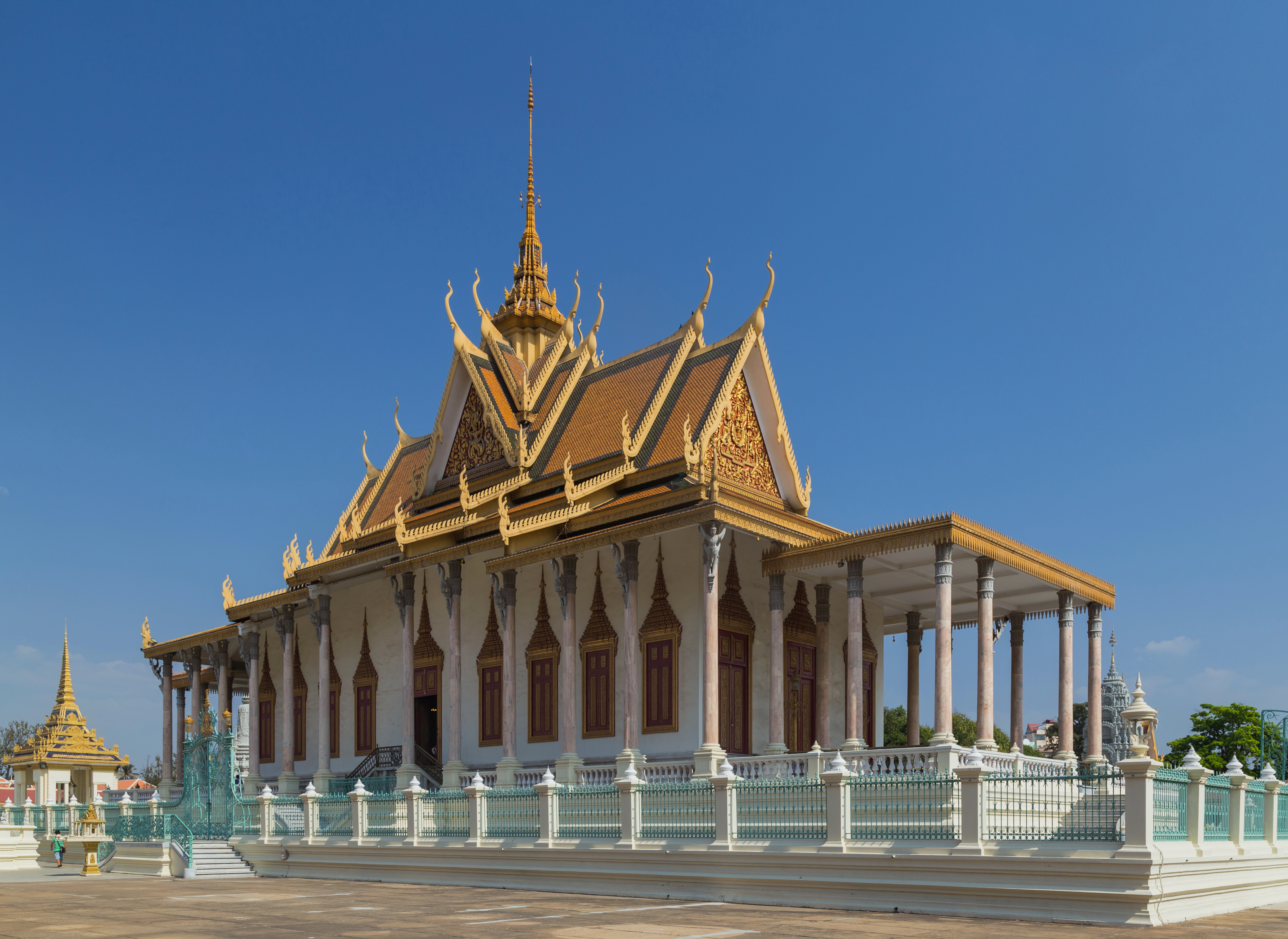
Pałac Królewski w Phnom Penh
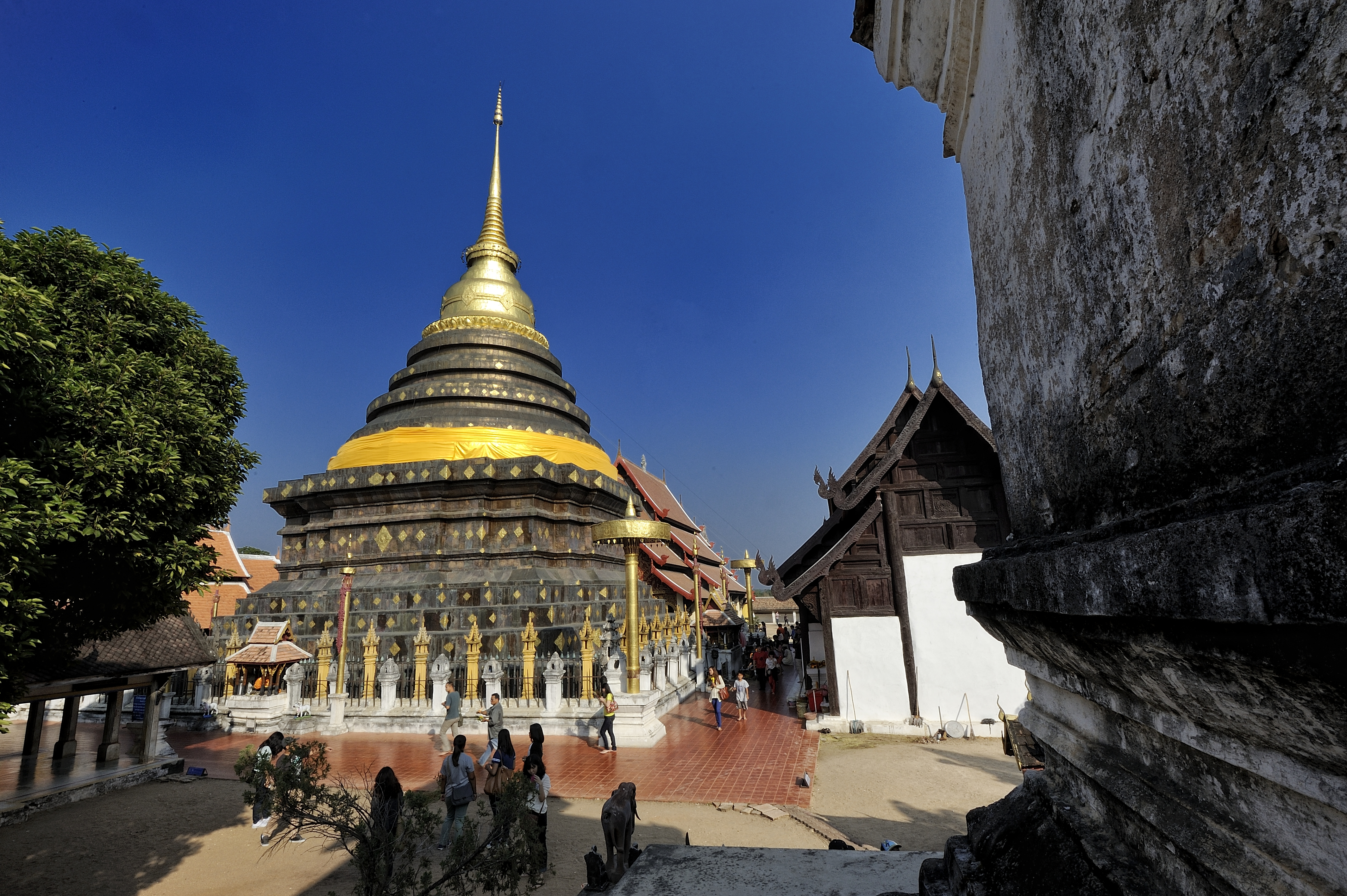
Świątynia Phatart Lampangluang w Wientianie
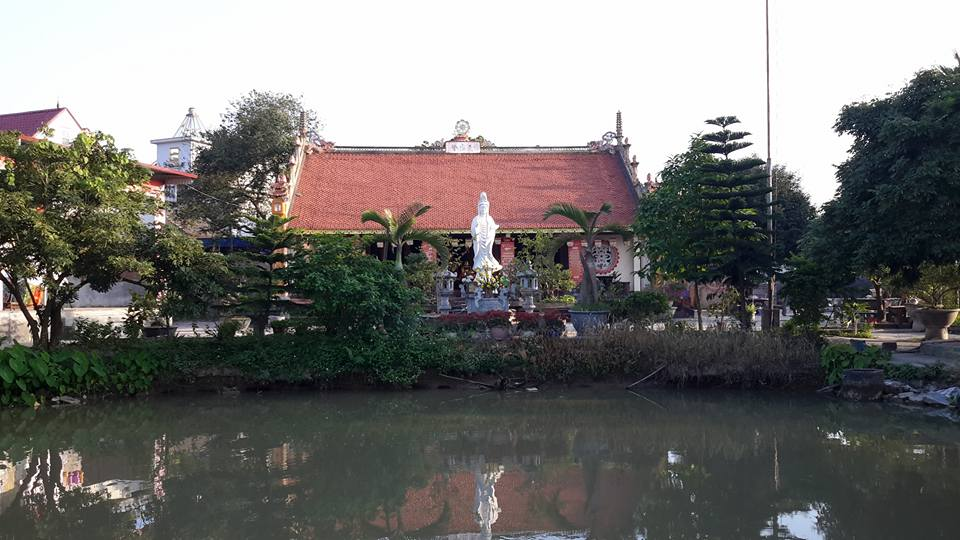
Chùa Hương Sơn w Hajfongu

## Podział administracyjny i mapy kolonii

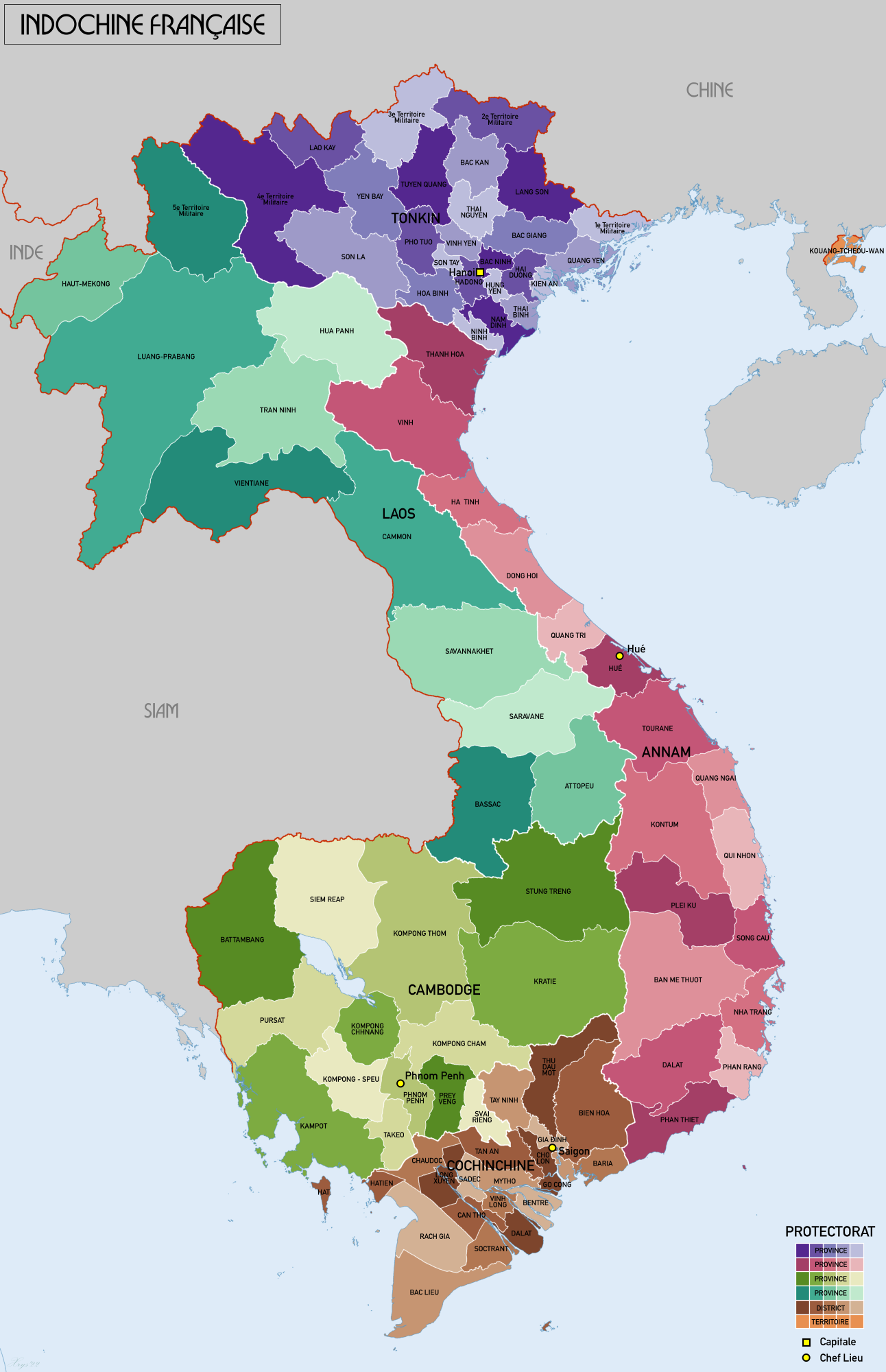
Podział administracyjny w 1937 r.
Mapa regionu w latach 1900–1945
Położenie Indochin na mapie świata
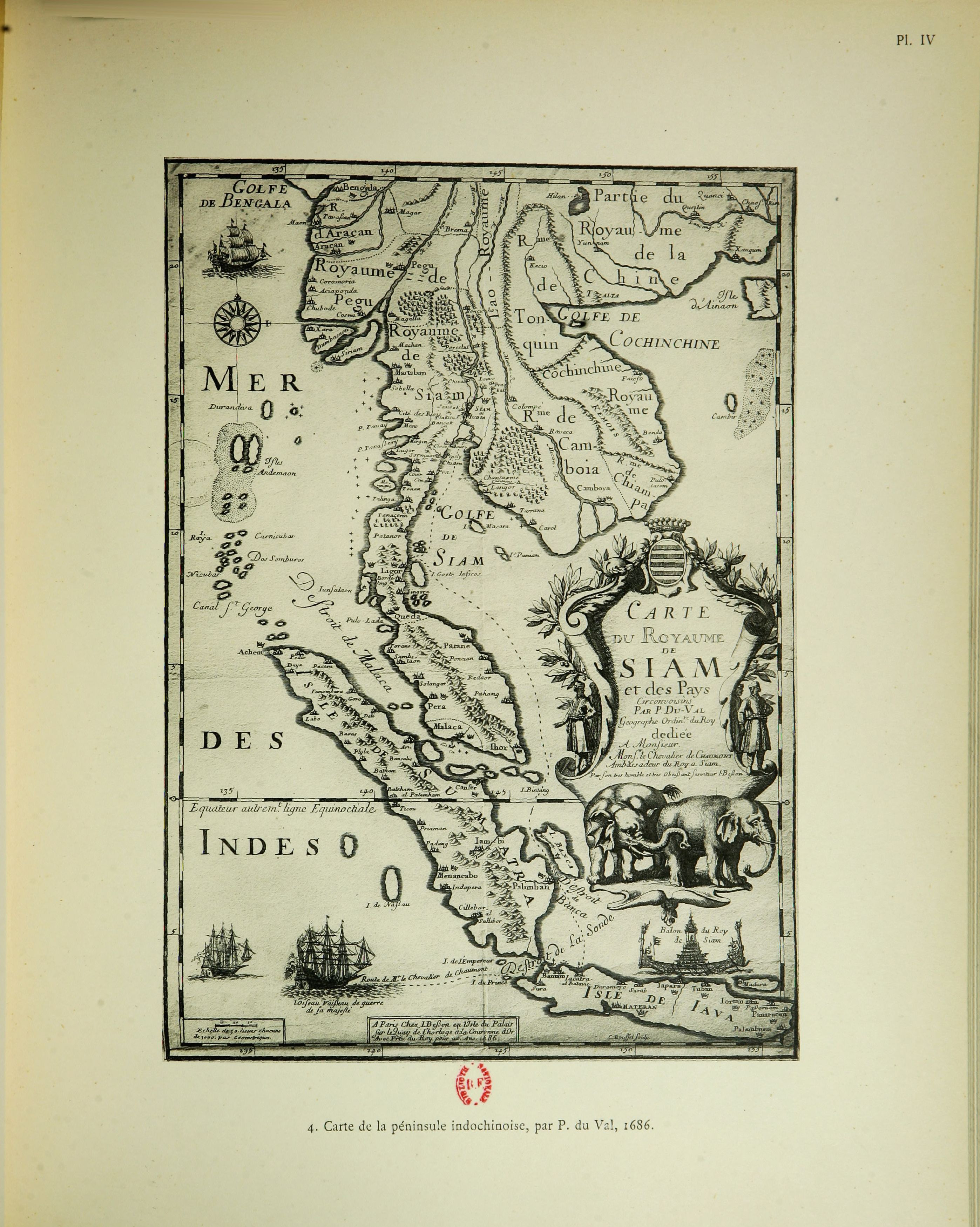
Indochiny na dawnej mapie francuskiej
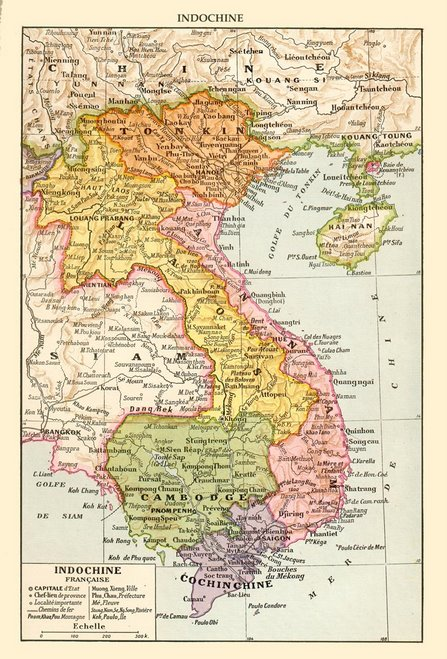
Mapa szczegółowa Indochin z 1930

## W kulturze
Historię tego regionu przedstawia francuski film Indochiny w reżyserii Régisa Wargniera z Catherine Deneuve w roli głównej.